# Ocularia quentini
Ocularia quentini är en skalbaggsart som beskrevs av Stefan von Breuning 1960. Ocularia quentini ingår i släktet Ocularia och familjen långhorningar. Inga underarter finns listade i Catalogue of Life.